# 堀田ゆかり
堀田 ゆかり（ほった ゆかり、2月24日 - ）は、通信販売番組の進行役 (MC)。元レーシングドライバー、モータージャーナリスト、ライター、作家秘書。

## 来歴
大阪府出身。父方は富山県氷見市の商家・政治家の家系であるという。
モータースポーツ関連では国内A級ライセンスを取得し、富士フレッシュマンレースへ参戦、そこから13年ほどツーリングカーレースに参戦していた経験があるという。その後モータージャーナリストとしても活動し、RJCカー・オブ・ザ・イヤーの選考委員も務めたことがあり、複数の雑誌連載を持っていた（後述）。
FALKENからのオファーで、レーシングマネジメント会社を主宰し、主にスーパー耐久レースのチームマネジメントを企画担当。国内外のチームマネジメントを行う（ニュルブルクリンク24時間レースへプレス含め総勢約60名の渡航宿泊食事管理など）。
2005年11月に新聞求人広告からQVCジャパン採用オーディションに応募し合格、2006年5月からQVCジャパンが運営するテレビショッピングチャンネル「QVC」の専任ショッピングナビゲーターを務める。2019年4月でQVCジャパンのナビゲーターを引退。
2019年11月ジャパネットたかたへ契約入社。ラジオショッピングMCを2020年11月まで担当。
2021年2月にフリーランスの通販MC＆通販企画＆PRとして活動スタート。同年2月14日にその第一弾としてBS-TBS「ショッピングLIVE!」のメインMCを務める。

## 人物
- QVC時代から、ファッション、コスメ、ジュエリー関係の紹介を得意とする。なかでもジュエリーは、新人時代の深夜帯で売り上げ記録を達成。現在、QVCは深夜放送が無くなったのでこの記録は破られていない。
- 「2021ミセス・オブ・ザ・イヤーTOKYOファイナリスト」に選ばれる[4]。
- 趣味はゴルフ、海外旅行、ドライブ。
  - ゴルフは2012年3月から女子限定ゴルフサークル「PIN★KURU」を主宰し、これまでにコンペを150回以上企画開催。及び、数々のパーティなどゴルフ仲間とイベント100以上開催。
  - 海外旅行は、レーシングチームマネジメント会社主宰時の移動を含めて、海外約70都市、国内は小さな離島以外全制覇。
  - ドライブは、元レーサーでA級ライセンス保持を生かして、RX-7などスポーツカーを数台乗りこなしてきた。

## 連載歴
- 地球の歩き方（北欧4ヶ国一人旅取材記）
- 週刊プレイボーイ「ゆかりのレース参戦記」（カーレーサー時代に執筆）
- 千葉ウォーカー（創刊から8年間、新車インプレッションのコーナーを担当）
- ホリデーオート　ほか
- 著書「自動車評論」他あり。